# Klaaggraszanger
De klaaggraszanger (Cisticola guinea) is een zangvogel uit de familie Cisticolidae.

## Verspreiding en leefgebied
Deze soort komt voor in het westelijk Afrika van Gambia en Senegal tot Togo, centraal Nigeria en noordelijk Kameroen.

## Status
De grootte van de populatie is niet gekwantificeerd maar de soort wordt omschreven als plaatselijk algemeen. Op de Rode lijst van de IUCN heeft deze soort de status niet bedreigd.